# Lechytia sakagamii
Lechytia sakagamii es una especie de arácnido del orden Pseudoscorpionida de la familia Lechytiidae.

## Distribución geográfica
Se encuentra en las Islas Carolinas.